# Sankt Stefanskirken (Nyvang)
Sankt Stefans Kirken er en dansk kirke beliggende i andelslandsbyen Nyvang i Holbæk Kommune. Kirken var oprindeligt en evangelisk-luthersk frikirke beliggende i Igelsø. Den oprindelige kirke blev bygget i 1884. På grund af menighedens svindende medlemstal blev kirken med menighedshus, stald og en tilhørende bolig i 1996 solgt til andelslandsbyen Nyvang for 125.000 kroner og senere flyttet hertil. De oprindelige mursten kunne ikke genbruges, og kirken blev derfor genopført i nye sten på andelslandsbyens område. Den genopførte kirke blev indviet den 14. april 2007 som lejlighedskirke af Roskildes daværende biskop Jan Lindhardt og hører nu til Folkekirken. Kirken kan lejes til dåb og vielser.
Gudstjenesterne kunne dengang vare ofte tre til fire timer, og mange fra menigheden kom langsvejs fra på hesteryg for at være med, så der blev også bygget en stald, så dyrene kunne holde ventetiden ud.